# Абрамченко Вікторія Валеріївна
 Вікторія Валеріївна Абрамченко  (нар 22 травня 1975 року, Чорногорськ, Хакаська автономна область, РРФСР, СРСР) — російський політичний діяч, економіст. Заступник голови уряду РФ з 21 січня 2020 року. Дійсний державний радник РФ 3-го класу (2014).

## Життєпис
Народилася 22 травня 1975 року, в місті Чорногорськ, Хакаської автономної області.
1998 року закінчила інститут землеустрою, кадастрів і природооблаштування в структурі Красноярського державного аграрного університету.
2004 року — академію державної служби при Президентові РФ.
З 1998 року — робота в комітеті із земельних ресурсів і землеустрою Роскомзему.
З 2000 року — співробітник ФГУ «Земельна кадастрова палата».
З 2001 року — на різних посадах, у тому числі на посаді заступника начальника управління в Росземкадастрі і Роснедвіжімості.
З 2005 року — різні посади в Мінекономрозвитку Росії, в тому числі посаду заступника директора Департаменту нерухомості Мінекономрозвитку Росії.
З 2011 року — заступник керівника Росреестра.
З 2012 року — директор Департаменту земельної політики, майнових відносин і держвласності Міністерства сільського господарства РФ.
З 2015 року — секретар-заступник міністра сільського господарства Російської Федерації.
З 11 жовтня 2016 по 21 січня 2020 року — заступник міністра економічного розвитку Російської Федерації, керівник Федеральної служби державної реєстрації, кадастра і картографії.
З 21 січня 2020 року — заступник Голови Уряду РФ.
Дійсний державний радник РФ 3 класу. Член пропутінської партії Єдина Росія.

## Нагороди та звання
- Медаль ордена "За заслуги перед вітчизною II ступеня;
- Почесна грамота Уряду РФ;
- Почесна грамота Мінекономрозвитку РФ;
- Подяка Міністра економічного розвитку і торгівлі РФ.

## Санкції
Вікторія Абрамченко відповідала за сільськогосподарське виробництво, зокрема за зерно, за допомогу в протистоянні санкціям, введеним проти Росії. У цій ролі вона займалася спробами перенаправлення зерна з України без згоди України, а також відповідала за організацію заходів із безпосередньою участю представників незаконно анексованого Криму. Абрамченко Вікторія є підсанкційною особою багатьох країн.
16 січня 2022 року додана до санкційного списку Євросоюзу.
9 червня 2022 року потрапила до санкційного списку України у зв'язку з вторгненням, як член уряду РФ.
21 грудня 2022 року до санкційного списку Швейцарії.